# 吉永维尔
吉永维尔（法語：Guillonville，法語發音：[ɡijɔ̃vil]）是法国厄尔-卢瓦省的一个市镇，位于该省南部，属于沙托丹区。

## 地理
吉永维尔（48°5'27"N, 1°39'44"E）面积27.15 平方千米，位于法国中央-卢瓦尔河谷大区厄尔-卢瓦省，该省份为法国北部内陆省份，北起顺时针与厄尔省、伊夫林省、埃松省、卢瓦雷省、卢瓦-谢尔省、萨尔特省和奧恩省接壤。
与吉永维尔接壤的市镇（或旧市镇、城区）包括：泰尔米尼耶、帕泰、科尼河畔新城、佩龙维尔、迪努瓦地区巴佐什、科尔曼维尔、库尔伯艾、博斯地区奥热尔、卢瓦尼拉巴塔耶。

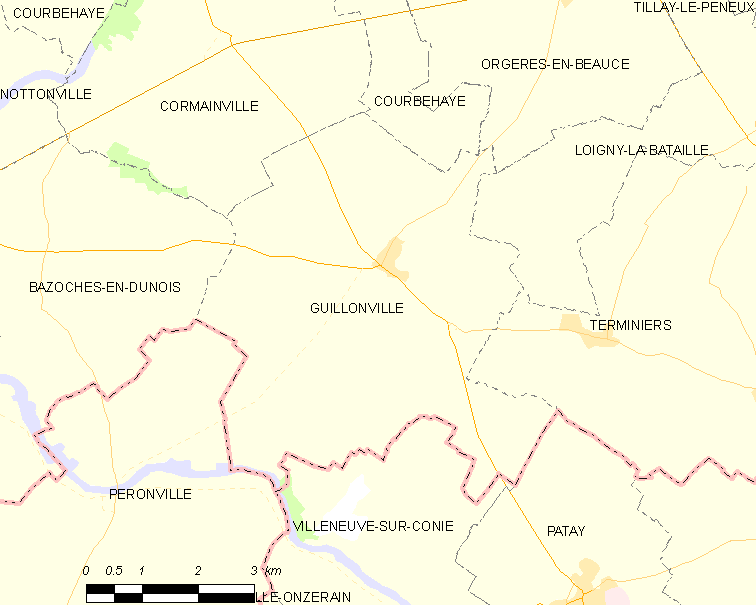
吉永维尔的OSM定位图

吉永维尔的时区为UTC+01:00、UTC+02:00（夏令时）。

## 行政
吉永维尔的邮政编码为28140，INSEE市镇编码为28190。

## 政治
吉永维尔所属的省级选区为莱维拉日沃韦安县。

## 人口

1962-2008年间吉永维尔人口变化图示

吉永维尔于2022年1月1日时的人口数量为463人。